# Francisco Méndez (religioso)

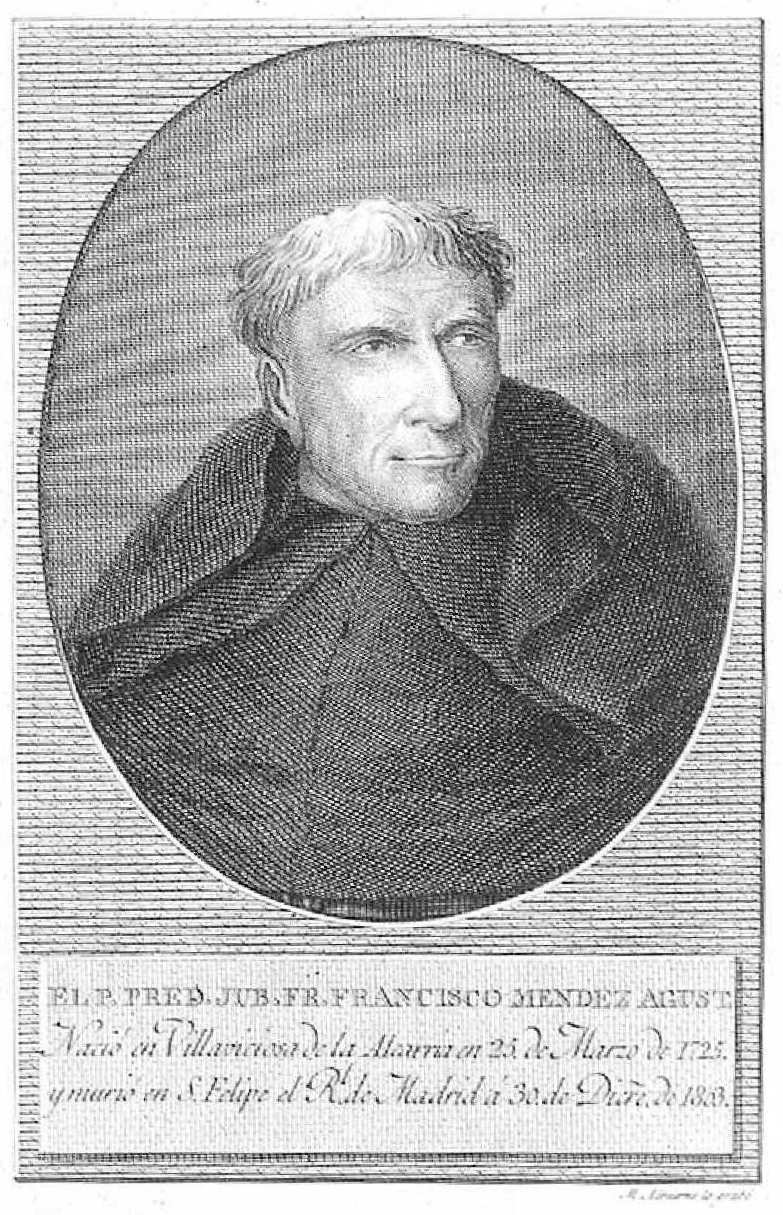
Fray Francisco Méndez. Buril de Manuel Albuerne. Inscripción: «El P. Pred. Jub. Fr. Francisco Méndez August. Nació en Villaviciosa de la Alcarria en 25 de Marzo de 1725 y murió en S. Felipe el Rl. de Madrid a 30 de Dicre. de 1803». Biblioteca Nacional de España.

Francisco Méndez Agustín (Villaviciosa de Tajuña, comarca de la Alcarria, Guadalajara, 25 de marzo de 1725 – Madrid, 30 de diciembre de 1803), fue un religioso agustino y bibliógrafo español de la Ilustración.

## Biografía
Francisco Méndez profesó en su primera juventud en la orden agustiniana, ingresando en el convento de San Felipe el Real de Madrid en 1744. Fue amanuense y compañero de viajes durante casi un cuarto de siglo del gran erudito Enrique Flórez, de quien escribió la biografía, y tras la muerte de este, de su continuador Manuel Risco en la elaboración de la España sagrada. 
Escribió, además, una famosa Tipografía española o historia de la introducción, propagación y progresos del arte de la imprenta en España, uno de los primeros intentos de estudiar la historia de la tipografía española.
La Tipografía española tuvo una segunda edición, muy mejorada por las correcciones y añadidos que introdujo el bibliógrafo Dionisio Hidalgo. Esta segunda edición ha sido objeto de al menos dos reproducciones contemporáneas en facsímil, a cargo de las editoriales Analecta y Librerías París-Valencia.
Fray Francisco Méndez había seguido en su orden la carrera de predicador, en la que se hallaba jubilado cuando falleció en su convento madrileño de San Felipe el Real, el 30 de diciembre de 1803, a pocos meses de cumplir 79 años.